# Natalie Grenier
Natalie Grenier (* 11. März 1964 in Québec) ist eine ehemalige kanadische Eisschnellläuferin.

## Werdegang
Grenier startete international erstmals in der Saison 1981/82 und kam bei den Juniorenweltmeisterschaften 1982 in Innsbruck auf den 11. Platz sowie bei der Mehrkampfweltmeisterschaft 1982 in Inzell auf den 26. Rang im Mini-Mehrkampf. In der Saison 1983/84 lief sie bei der Mehrkampfweltmeisterschaft 1984 in Deventer auf den 22. Platz im Kleinen Vierkampf und bei der Sprintweltmeisterschaft 1984 in Trondheim auf den 18. Rang. Zudem belegte sie beim Saisonhöhepunkt, den Olympischen Winterspielen 1984 in Sarajevo, den 21. Platz über 1500 m, den 18. Rang über 1000 m und den 15. Platz über 3000 m. Im folgenden Jahr errang sie dort bei der Mehrkampfweltmeisterschaft den 19. Platz im Kleinen Vierkampf. In der Saison 1985/86 nahm sie in Berlin erstmals am Eisschnelllauf-Weltcup teil, wobei sie über 1000 m die Plätze 11 und acht sowie über 500 m zweimal den 17. Platz errang. Außerdem lief sie bei der Mehrkampfweltmeisterschaft 1986 in Den Haag auf den 23. Platz im Kleinen Vierkampf und bei der Sprintweltmeisterschaft 1986 in Karuizawa auf den 15. Rang. 
In der folgenden Saison kam Grenier im Weltcup 18-mal unter den ersten Zehn und erreichte mit dem dritten Platz über 1500 m in Inzell sowie mit zweiten Plätzen in Larvik über 1000 m und in Skien über 1500 m ihre einzigen Podestplatzierungen im Weltcup. Sie wurde damit Zehnte im Weltcup über 500 m, Siebte im Weltcup über 3000/5000 m und jeweils Sechste im Weltcup über 1000 m sowie über 1500 m. Bei der Mehrkampfweltmeisterschaft 1987 in West Allis lief sie auf den 17. Platz im Kleinen Vierkampf und bei der Sprintweltmeisterschaft 1987 in Québec auf den 22. Rang. In der Saison 1987/88 belegte sie nach Platz 16 bei der Sprintweltmeisterschaft 1988 in West Allis, bei den Olympischen Winterspielen 1988 in Calgary den 18. Platz über 5000 m, jeweils den 11. Rang über 500 m und 1500 m sowie den neunten Platz über 1000 m. Bei der nachfolgenden Mehrkampfweltmeisterschaft 1988 in Skien errang sie den 15. Platz im Kleinen Vierkampf und nahm in Heerenveen letztmals am Weltcup teil, wobei sie den 11. Platz über 1500 m errang.

## Erfolge

### Olympische Spiele
- 1984 Sarajevo: 15. Platz 3000 m, 18. Platz 1000 m, 21. Platz 1500 m
- 1988 Calgary: 9. Platz 1000 m, 11. Platz 500 m, 11. Platz 1500 m, 18. Platz 5000 m

### Mehrkampf-Weltmeisterschaften
- 1982 Inzell: 26. Platz Mini Mehrkampf
- 1984 Deventer: 22. Platz Kleinen Vierkampf
- 1985 Sarajevo: 19. Platz Kleinen Vierkampf
- 1986 Den Haag: 23. Platz Kleinen Vierkampf
- 1987 West Allis: 17. Platz Kleinen Vierkampf
- 1988 Skien: 15. Platz Kleinen Vierkampf

### Sprint-Weltmeisterschaften
- 1984 Trondheim: 18. Platz Sprint-Mehrkampf
- 1986 Karuizawa: 15. Platz Sprint-Mehrkampf
- 1987 Québec: 22. Platz Sprint-Mehrkampf
- 1988 West Allis: 16. Platz Sprint-Mehrkampf

## Persönliche Bestleistungen
| Disziplin | Zeit        | Datum             | Ort     |
| --------- | ----------- | ----------------- | ------- |
| 500 m     | 40,73 s     | 13. Februar 1988  | Calgary |
| 1000 m    | 1:21,15 min | 13. Februar 1988  | Calgary |
| 1500 m    | 2:06,70 min | 4. Dezember 1987  | Calgary |
| 3000 m    | 4:31,87 min | 27. Dezember 1987 | Calgary |
| 5000 m    | 7:46,96 min | 13. Februar 1988  | Calgary |